# Teatro Naum
Il Teatro Naum è stato un teatro di Istanbul, nel distretto di Beyoğlu (già distretto di Pera), in Turchia. Esso venne aperto nel 1844 e rimase attivo sino al 1870 quando un grande incendio nel quartiere lo distrusse quasi completamente. Il teatro, ormai rovinato, venne acquistato dal banchiere greco Christaki Zoğrafos che nel 1876 vi ricostruì l'attuale Çiçek Pasajı. Il nome è dovuto ai primi suoi costruttori, i fratelli Michel e Joseph Naum,

## Storia
Il Teatro Naum venne originariamente costruito col nome di Teatro Bosco dal nome dell'illusionista italiano Bartolomeo Bosco, su un appezzamento di terra sulla İstiklal Caddesi di proprietà della famiglia Naum, con lo stile di una costruzione in legno di stile ottomano. Dopo che Bartolomeo Bosco ebbe lasciato la città, la proprietà dello stabile passò a Michel e Joseph Naum i quali, dopo avervi completato i lavori di ristrutturazione, riaprirono il teatro col nome di Théatre de Péra nel 1844. La prima rappresentazione che inaugurò la stagione operistica del teatro fu la Norma di Vincenzo Bellini. Successivamente nel 1848 Angelo Mariani vi diresse alcune cantate da lui composte alla presenza del sultano che lo ricompensò con la nomina a direttore del teatro per i due anni successivi, come successore del precedente direttore Giuseppe Donizetti.
Dopo che l'originale struttura lignea venne danneggiata da un incendio nel 1849, venne ricostruito un nuovo teatro che ebbe il nome di Théatre Italien Naum. Il teatro venne frequentemente visitato dai sultani Abdülaziz e Abdul Hamid II, ed ospitò tra le altre anche un'esecuzione de Il trovatore di Giuseppe Verdi prima che l'opera fosse presentata a Parigi. La maggior parte delle opere qui rappresentate furono di Vincenzo Bellini, Gaetano Donizetti e di Gioachino Rossini. In una lettera a sua madre, Gustave Flaubert scrisse di aver assistito ad un'opera di Donizetti al teatro Naum di Costantinopoli il primo giorno del suo arrivo nella capitale turca.
Michel e Joseph Naum erano i soli proprietari ad Istanbul a godere del diritto di far rappresentare opere provenienti dall'Europa e come tale al loro teatro confluivano molte compagnie teatrali da tutto il mondo per le loro rappresentazioni a Costantinopoli. I due fratelli inoltre stamparono per la prima volta in turco la maggior parte dei libretti delle opere che venivano rappresentate nel loro teatro. Oltre agli spettacoli serali, il teatro era solito organizzare anche esibizioni diurne per i visitatori provenienti dalla parte asiatica del Bosforo.

### Çiçek Pasajı
Dopo il grande incendio del distretto di Pera nel 1870 il teatro, ormai in rovina, venne acquistato dal banchiere greco Christaki Zoğrafos che incaricò l'architetto Kleanthis Zannos di progettarvi l'attuale complesso residenziale di lusso denominato Çiçek Pasajı che venne completato nel 1876.